# Сокка
Сокка (англ. Socca) — командна спортивна гра з м'ячем, різновид гри у футбол у форматі 6х6. Офіційні турніри з сокки організовує Міжнародна федерація сокки, ІСФ (англ. International Socca Federation, ISF)  
Від мініфутболу цей вид спорту відрізняють кількість гравців та більший розмір поля. В сокку грають 2 тайми по 25 хвилин. Команди складаються з воротарів та п'ятьох польових гравців.
Матчі відбуваються як на натуральному, так і на синтетичному газоні. Розмір поля 30×50 м, розмір воріт — 2×5 м.

## Правила
Подібно футболу, сокка має свої правила, які визначають усі аспекти гри.

### Гравці, екіпірування та суддівство
Кожна команда складається з 6 гравців, один з яких є воротар. Коли команда через вилучення або травми має менше, ніж три футболісти в команді, матч скасовується.
Екіпірування футболістів складається з футболки, шортів, гетрів, щитків, виготовлених з гуми або пластику і взуття на гумовій підошві. Воротар може носити спортивні штани, його екіпірування має бути іншого кольору, щоб відрізнити його від інших гравців своєї команди та судді. Носити ювелірні вироби під час гри забороняється, як і інші предмети, які можуть становити небезпеку іншим гравцям.
Матч проводиться суддею, який забезпечує дотримання правил гри, і лише головний суддя має право перервати матч на випадок перешкоди проведення матчу. Рішення, що приймаються суддями, є остаточними, і можуть бути змінені в разі, якщо судді вважають це необхідним, коли гра ще не поновилася.

### Поле
Довжина майданчика становить 50 м в довжину та 30 м в ширину. Ворота прямокутної форми розташовуються по середині кожної лінії воріт. Сітка, виготовлена з коноплі, джуту або нейлону, кріпиться до задньої частини поперечини та стійок воріт. Нижня частина сітки прикріплюється до закругленої труби або іншими придатними способами кріплення.

### Тривалість гри
Стандартний матч складається з двох рівних таймів по 25 хвилин кожний. Перерва між двома таймами не може перевищувати 15 хвилин.
Під час деяких матчів, коли гра може закінчитися нічиєю, переможець визначається шляхом виконання булітів (англ. Penalty shot). Якщо переможець не визначиться в основний час, виконуються 5 булітів футболістами кожної команди; команда, яка забила найбільше, стає переможцем. Якщо після виконання 5 булітів переможця не виявлено, кожна команда продовжує виконувати по одному буліту до тих пір, поки одна з команд не заб'є більше, ніж інша. На відміну від футболу, удари по воротах відбуваються не з пенальті, а шляхом зближення нападника з воротарем.

### Початок та поновлення гри
Введення м'яча в гру з центра поля сигналізує про початок матчу, а також використовується для початку другого тайму та кожного додаткового періоду. Цю процедуру виконують щоразу після забитого м'яча, коли інша команда розпочинає гру з центра поля. Після тимчасової зупинки гри з будь-якої причини, не передбаченої Правилами гри, суддя вводить м'яч в гру в тому місці, де гра була зупинена за умови, що до зупинки м'яч перебував у грі і не перетнув бокову лінію майданчика чи лінії воріт.
Якщо м'яч іде за лінію воріт або бокову лінію чи гра була зупинена арбітром матчу, м'яч знаходиться поза грою.

### Порушення правил
Штрафний удар може бути призначений на користь команди суперника, якщо гравець спробував чи зробив підніжку своєму супернику, увійшов у підкат, штовхнув, смикнув чи насів на свого опонента, вдарив чи спробував вдарити свого суперника. Затримка є порушенням, яке карається штрафним ударом. Всі порушення правил накопичуються. Прямий штрафний удар виконується там, де трапилось порушення. Буліт призначається у випадку, коли гравець зробив відповідне порушення правил в межах свого штрафного майданчика.